# Foris AG
Die Foris AG ist ein deutsches börsennotiertes Unternehmen mit Sitz im Bonner Stadtteil Bundesviertel. Die Aktiengesellschaft wurde 1996 gegründet und führte 1998 die gewerbliche Prozesskostenfinanzierung in Deutschland ein.

## Unternehmensgeschichte und -struktur

### Prozesskostenfinanzierung

Der Sitz der Foris AG in der ehemaligen Hamburger Landesvertretung in Bonn

Seit 1998 bietet Foris die Prozesskostenfinanzierung an und übernahm damit als erstes Unternehmen das vollständige Prozesskostenrisiko eines Klägers. Finanziert wurde zunächst ab einem Streitwert von 100.000 DM bei einer Erfolgsbeteiligungsquote in Höhe von 50 %. Der Streitwert liegt derzeit bei einem Mindestbetrag von 100.000 Euro. Die  Erfolgsbeteiligungsquote variiert von Fall zu Fall und hängt vom jeweiligen rechtlichen und wirtschaftlichen Risiko ab.
Am 20. Juli 1999 wurden die Aktien der damals in Berlin und Bonn ansässigen Foris AG, die diese zuvor im Wege der Privatplatzierung ausgegeben hatte, an der Deutschen Börse in Frankfurt notiert (FRS WKN 577580). Am 24. August 2009 rückte die Foris AG in den Aktienindex NRW-Mix 50 der Börse Düsseldorf.
Neben der Prozesskostenfinanzierung initiierte Foris ein Projekt zur Erfassung und Veröffentlichung von Rechtsanwälten und Kanzleien als zusätzliche Dienstleistung. Nach Angaben des Unternehmens ist das Foris-AnwaltsVerzeichnis zwischenzeitlich zu einem der größten Anwaltsverzeichnisse in Deutschland herangewachsen und ermöglicht die fach- und ortsspezifische Onlinesuche nach Rechtsanwälten in rund 58.000 Einträgen.
Nach dem Ausscheiden des Mitgründers Müller-Güldemeister aus dem Vorstand im Jahr 2002 gab das Unternehmen seinen Berliner Standort auf und hat seinen Firmensitz seither in Bonn in dem Gebäude der ehemaligen Hamburger Landesvertretung im Bonner Regierungsviertel.
Über das zwischenzeitlich verschmolzene Tochterunternehmen Foris Institut GmbH wurden zahlreiche weitere Dienstleistungen insbesondere für Rechtsanwälte angeboten. Aus diesen Angeboten ist Foris lingua (bis März 2010 Foris Übersetzungsdienst) hervorgegangen. Dieser Unternehmensbereich basiert auf einem Übersetzernetzwerk, bestehend aus mehr als 500 Fachübersetzern, die weltweit tätig sind. Übersetzungen werden vornehmlich in den Fachbereichen Wirtschaft und Recht in und aus allen europäischen und zahlreichen außereuropäischen Sprachen angefertigt. 2009 wurden 36 verschiedene Sprachkombinationen bearbeitet.

### Markenmigration und Neuausrichtung
Im Rahmen der Markenmigration und Neuausrichtung der Produkte und Dienstleistungen am 18. Juli 2016 wurde das Angebot der Übersetzungen (Foris lingua) eingestellt bzw. im Rahmen eines Asset Deals veräußert. Die Produkte und Dienstleistungen werden seither unter einer, neu gestalteten, Marke mit neuem Corporate Design vermarktet. Zu den Produkten und Dienstleistungen gehören seither die Prozessfinanzierung, die Monetarisierung und die Vorratsgesellschaften.

### Vorratsgesellschaften
Seit 2000 hat Foris Kapitalgesellschaften in Form von Vorratsgesellschaften gegründet und verkauft. Das Wachstum in diesem Geschäftsfeld führte 2001 zur Gründung einer eigenen Tochtergesellschaft, der Foratis AG, deren Dienstleistung im Rahmen der Markenmigration seit dem 18. Juli 2016 von der Foris Gründungs GmbH, einer Foris Tochtergesellschaft, erbracht wird. Zunächst wurden nur deutsche Gesellschaften (GmbH, GmbH & Co. KG, AG) angeboten. Das Portfolio der angebotenen Rechtsformen wuchs im Laufe der Jahre und umfasst auch ausländische Gesellschaftsformen wie z. B. die SE – Societas Europaea, die luxemburgische SARL, die österreichische GesmbH oder britische Gesellschaftsformen wie die Ltd.

### Go Ahead
Im Bereich der Vorratsgesellschaften erfolgte am 1. Oktober 2006 durch den Erwerb der Go Ahead Ltd. eine wesentliche Erweiterung des Angebots. Die Go Ahead Ltd. war Anfang 2003 von Michael Silberberger gegründet worden und hatte sich in drei Jahren einen substantiellen Marktanteil in Deutschland bei der Gründung und dem Verkauf von Limited-Gesellschaften sichern konnte. Nach eigenen Angaben gründete die Go Ahead 2011, nun als Foris Tochtergesellschaft, die 40.000ste Limited-Gesellschaft. Seit 2009 ist Go Ahead auch bei den Gründungsformalitäten für die Unternehmengesellschaft (haftungsbeschränkt) behilflich. Go Ahead bietet darüber hinaus Dienstleistungen und Tools für Existenzgründer auf ihrer Website an, wie z. B. den SmartBusinessPlan.

### Monetarisierung
Seit dem 18. Juli 2016 bietet Foris die Monetarisierung streitiger Forderungen an. Sie legte damit den Fokus ihrer Weiterentwicklung wieder auf ihre Ursprünge und wurde damit weltweit der erste Prozesskostenfinanzierer, der Unternehmen für streitige Forderungen ab 1 Mio. EUR die Möglichkeit der Liquidation (=Geldzufluss) einer streitigen Forderung bereits vor Beginn des Rechtsstreits oder zu jeder Zeit danach ermöglicht. Viele, insbesondere kleine oder mit niedriger Eigenkapitalquote ausgestattete, Unternehmen haben in der Auseinandersetzung mit großen und liquiden Unternehmen aufgrund des wirtschaftlichen Ungleichgewichtes keine Möglichkeit ihre berechtigten Forderungen streitig durchzusetzen und nehmen aufgrund dieser schwachen Verhandlungsposition hohe Abschläge auf ihre Forderungen in Kauf.
Zur Monetarisierung gehört das Case-Management durch Foris, d. h. die ganz überwiegende Kommunikation mit den Anwälten und Gerichten wird von Foris für das Unternehmen übernommen.

### Services für Gründungen und Unternehmen
Im  Geschäftsbereich Vorratsgesellschaften wurde 2023 mit dem Transparenzregister-Service eine zusätzliche Service-Leistung eingeführt. Der Transparenzregister-Service, mit dem Eintragungen und Änderungen im Transparenzregister durchgeführt werden können, ist der erste Baustein eines neuen Angebots an Services für Gründungen und Unternehmen. 

### Prozessfinanzierungsfonds
Foris legte im Jahr 2024 gemeinsam mit der CAIAC Fund Management AG und der Centris Capital AG ihren ersten Prozessfinanzierungsfonds auf. Mit diesem Schritt wurde die Finanzierungsbandbreite erhöht, so dass Prozesse beginnend bei 100.000 EUR Streitwert bis weit über 100 Millionen EUR finanziert werden können.

### Immobilien
Über die Tochtergesellschaft Foris Vermögensverwaltungs AG vermietet Foris das 2011 fertiggestellte 1000-m²-Bürogebäude auf einem benachbarten Grundstück.